# Biblioteca di Scienze Tecnologiche, Università degli Studi di Firenze
La biblioteca di Scienze Tecnologiche è una delle cinque Biblioteche di area del Sistema Bibliotecario di Ateneo dell'Università degli Studi di Firenze ed ha tre sedi:
- Agraria. Biblioteca nata nel 1913 dal fondo librario del Regio istituto superiore di scienze forestali di Vallombrosa, possiede oggi circa 50.000 volumi (alcuni depositati presso i dipartimenti della Scuola di Agraria). Una parte dei libri è precedente gli anni ottanta e non si trova nel catalogo online, ma solo in quello cartaceo. La collezione di periodici è composta da 1500 titoli (circa 150 con abbonamento in corso). La maggior parte delle riviste è disponibile in formato elettronico[1].
- Architettura. La sede di Architettura nasce con l'istituzione del corso di laurea in Architettura nel 1936, anche se alla sua collezione si aggiunge il materiale più antico proveniente dalla biblioteca della precedente Scuola superiore di architettura. La biblioteca raccoglie circa 100.000 volumi, tra libri moderni, antichi e di pregio, oltre 1000 titoli di riviste, di cui circa 400 in corso, oltre 3500 tra VHS, DVD e CD-ROM, materiali d'archivio (15 fondi archivistici), fondi librari precedentemente appartenuti ai Dipartimenti (circa 55.000 volumi). La biblioteca ha la sua sede nello storico Palazzo di San Clemente.[2]
- Ingegneria. La biblioteca di Ingegneria viene istituita nel 1972, due anni dopo la Facoltà, e occupa i locali dell'ex cappella del Seminario diocesano di S. Marta. La collezione è costituita da circa 25.000 volumi, tra libri moderni, antichi e di pregio, circa 750 titoli di riviste, circa 12.400 volumi precedentemente appartenuti ai Dipartimenti.

## Fondi librari

### Agraria

#### Fondo Maugini
Fondo costituito dalle opere donate nel 1985 dagli eredi di Armando Maugini e composto da circa 1.650 libri, di cui 558 opuscoli, di argomento agronomico ed economico (1900-1970) con particolare riferimento al periodo fascista e ai possedimenti italiani in Africa (Libia, Somalia, Cirenaica eccetera). Sono inoltre presenti circa 140 carte geografiche (edite principalmente dal Ministero degli Esteri, IGM, De Agostini, anni 1930-1950) delle colonie italiane in Africa.

#### Fondo Niccoli
Fondo costituito dalle opere donate nel 1978 dagli eredi di Nello Niccoli e composto da circa 230 libri di argomento agronomico, meccanico-agrario ed economico-agrario (1890-1950).

#### Fondo Serpieri
Il fondo è composto da oltre 2700 documenti tra libri, estratti da riviste, fascicoli di periodici, opuscoli, di argomento economico, economico agrario, storico politico e sociale, pubblicati prevalentemente nella prima metà del secolo scorso e che costituirono materiale di studio e di lavoro di Arrigo Serpieri durante gli anni trascorsi alle Cascine, dove fu direttore dal 1912.

### Architettura
Nel 2010 sono stati acquisiti i fondi librari degli ex Dipartimenti di Storia dell'architettura e della città e di Restauro e conservazione dei beni architettonici. Nel 2011 è stato acquisito il fondo librario dell'ex Dipartimento di Progettazione dell'architettura. Nel 2013 sono stati acquisiti i fondi librari degli ex Dipartimenti TAeD, Costruzioni e Urbanistica.

### Ingegneria

#### Fondo Alessandro Mazzoni
Fondo composto da un centinaio di monografie appartenute all’ingegnere Alessandro Mazzoni e donate dalla famiglia alla biblioteca nel 2018. Si tratta della biblioteca personale dell’ingegnere, progettista di aerei per la Piaggio, quali il modello P180 Avanti e il PD-808, e contiene libri usati per la formazione universitaria e libri sull'aviazione europea e americana.

#### Fondo Officine Galileo
Fondo costituito dalle opere donate nel 1975 dalle Officine Galileo e composto da circa 1000 pezzi tra libri, periodici, fascicoli sugli argomenti elettricità, elettromagnetismo, ottica, matematica e da materiale vario della prima metà del '900. Il fondo comprende anche un archivio (digitalizzato e in invia di pubblicazione) di alcune migliaia di lastre fotografiche e foto su carta di strumentazione tecnica e cartografia.

#### Fondo Collegio Ingegneri e Architetti di Firenze
Fondo composto da circa 300 libri e 31 titoli di periodici pubblicati tra l'inizio dell'Ottocento e la prima metà del Novecento, prevalentemente di ingegneria meccanica, idraulica, del vapore e ferroviaria.

#### Fondo Istituto Geografico Militare
Fondo costituito da circa 3.000 carte geografiche e topografiche, altimetriche, eccetera, in varie scale, donate nel 1985 dall'Istituto Geografico Militare.

#### Fondo Luigi Montefusco
Fondo donato da Luigi Montefusco nel 2013 e specializzato in ingegneria idraulica, composto da circa 1200 libri e alcune annate di periodici, pubblicati prevalentemente nel Novecento, Ottocento e dopo il 2000.

## Fondi archivistici (sede architettura)

### Fondo Lando Bartoli
Donato nel 2012 dagli eredi, il fondo raccoglie il materiale documentario relativo all'attività professionale di Lando Bartoli ed è costituito da più di 1000 tavole riguardanti 104 progetti.

### Fondo Roberto Berardi
Il fondo, donato alla biblioteca dalla vedova di Roberto Berardi (architetto) nel 2010, è composto da documenti e dalla sua biblioteca. La parte documentaria è costituita da alcuni progetti, album con materiale fotografico (stampe e diapositive), appunti e materiale di studio specifico sull'architettura e l'urbanistica, oltre a materiale didattico e lavori degli studenti. Il fondo comprende anche di scritti di carattere letterario, fra cui numerosi scritti autografi. La biblioteca è costituita da circa 700 volumi, riguardanti soprattutto l'architettura e l'arte dell'Africa settentrionale e il Medio Oriente.

### Fondo Alfredo D'Arbela
Donato nel 1978 dalla moglie di Alfredo D'Arbela, Marianna Casati D'Arbela, il fondo raccoglie circa 80 volumi e tre scatole di documenti di vario tipo (1910-1960): libri sull'elettrificazione delle ferrovie, estratti di riviste specializzate del settore, documenti di lavoro, opuscoli, immagini, lettere, documentazione dell'attività di D'Arbela come membro della UIC, l'Union International des chemins de fer.

### Fondo Luca De Silva
Il fondo Luca De Silva raccoglie i materiali di vario tipo (corrispondenza, volantini, manifesti, rassegna stampa, fotografie, ecc.) prodotti in occasione degli eventi organizzati da Luca De Silva presso la Biblioteca (mostra "Il giardino immaginato" e ciclo di incontri "Archi-té"), nonché buona parte dei cataloghi delle sue mostre personali.

### Fondo Gianfranco Di Pietro
Il fondo, donato nel 2013, è composto da circa 200 contenitori di materiale preparatorio relativo all'attività professionale di Gianfranco Di Pietro e 65 tubi di progetti.

### Fondo Enrico Dante Fantappiè
Il fondo è composto principalmente da materiale fotografico. Si tratta di circa 30 pezzi che testimoniano l'attività professionale di Enrico Dante Fantappiè a Firenze e dintorni.

### Fondo Italo Gamberini
La sezione del fondo posseduto dalla biblioteca (tutto l'archivio è conservato presso l'Archivio di Stato di Firenze) è stata donata nel 1992 dalla figlia di Italo Gamberini, Donatella Gamberini, e riguarda in particolare l'attività didattica del padre.

### Fondo Giuseppe Giorgio Gori
Il fondo donato nel 1990 dal fratello Luigi Gori al Dipartimento di Progettazione dell'Architettura dell'Università, nel 2001 fu trasferito nella sede della biblioteca ed è composto da materiali relativi all'attività professionale e didattica di Giuseppe Giorgio Gori degli anni 1932-1969. Il fondo è composto da manoscritti, ritagli di giornale, materiale grafico e iconografico, videocassette degli anni compresi tra il 1934 e il 1968, in particolare si tratta di 140 progetti raccolti in 165 scatole.

### Fondo Laszlo Kovacs
Fondo donato dalle figlie nel 2013, è composto da disegni relativi all'attività professionale di Laszlo Kovacs (architetto).

### Fondo Pier Luigi Nervi
Il fondo è stato donato nel gennaio 2010 da Italo Domenico Castore ed è costituito solo da immagini del lavoro di Pier Luigi Nervi: circa 5000 tra negativi e lastre fotografiche di vari formati, digitalizzati e visibili presso la sede di Architettura.

### Fondo Roberto Papini
Donato nel 1972 dalla vedova di Roberto Papini, Livia de Kuzmick Papini, grazie a Giovanni Klaus Koënig, è un fondo composto da 330 libri, 55 periodici, 1.500 cataloghi di mostre, cataloghi di librerie antiquarie, estratti di riviste, opuscoli, manoscritti, appunti, documenti personali, concorsi di architettura, materiale didattico, elaborati di studenti, materiale fotografico (lastre e fotografie), una raccolta di cartoline e una raccolta di articoli di giornale; il materiale riguarda l'architettura e le arti decorative in Italia dal 1903 al 1956.

### Fondo Marcello Piacentini
Fondo donato alla biblioteca nel 1980 dalla figlia Sofia Piacentini Annesi e costituito da circa 500 fascicoli relativi all'attività professionale di Marcello Piacentini: studi, schizzi, progetti di opere realizzate, fotografie, manoscritti, lettere, estratti di riviste e quotidiani e da una serie formata da 2.500 pezzi di piccolo formato costituiti da appunti, disegni e studi di architettura, conservati dall'architetto come banca di idee progettuali; i documenti sono relativi agli anni dal 1903 al 1960.

### Fondo Giuseppe Poggi
Il fondo dei disegni di Giuseppe Poggi di proprietà dell'Università di Firenze era stato acquisito privatamente da Franco Borsi nel 1953 e faceva parte dell'Archivio di Giuseppe Poggi. I disegni furono successivamente depositati, dallo stesso Borsi, presso la biblioteca dell'allora Istituto di storia dell'Architettura e Restauro dei Monumenti di cui era direttore. Alla metà degli anni ‘80 il fondo denominato FDSR (Fondo Dipartimento Storia e Restauro) viene consegnato “in affidamento” alla Soprintendenza per i Beni Architettonici e Ambientali di Firenze e viene sistemato a Palazzo Pitti. Rientrato alla biblioteca nel 2013 è composto da circa 900 pezzi che documentano lavori edilizi per privati. Digitalizzato è visibile online in Impronte digitali.

### Fondo Francesco Rodolico
Il fondo è stato donato nel 2005 dalla vedova di Francesco Rodolico, Cecilia Negri, grazie all'interessamento di Giovanni Fanelli. Il fondo contiene una serie di negativi e stampe fotografiche di soggetti architettonici, naturalistici e paesaggistici.

### Fondo Scuola superiore di Architettura
Il fondo comprende documenti amministrativi e didattici della Regia scuola di Architettura, risalenti agli anni Trenta, poco prima della fondazione della Facoltà (1936).

### Fondo Luigi Vagnetti
Donato dalla famiglia al Dipartimento di Progettazione Architettonica di Firenze tra il 1989 e il 1990, nel 2001 fu trasferito nella sede della biblioteca ed è costituito da lettere e dal materiale grafico relativo all'attività progettuale di Luigi Vagnetti oltre ad una parte della sua biblioteca. Le tavole sono accorpate per progetto (120 progetti) e divise per tipologia (arredamento, chiesa, INAcasa, edilizia, urbanistica, uffici, sportiva, religiosa, scolastica, ponti).

### Fondo Enzo Vannucci
Fondo donato alla biblioteca nel 1984 dal figlio e composto dal materiale relativo all'attività professionale di Enzo Vannucci (1950-1982): 85 inserti, due armadi di disegni tecnici, disegni, lucidi e copie eliografiche raccolte in cartelle, pochi volumi di carattere tecnico. Il materiale contiene notizie sulle collaborazioni con Giovanni Michelucci, Pierluigi Spadolini e con Raffaello Fagnoni.